# 遺傳性痙攣性下半身麻痺
遺傳性痙攣性下半身麻痺是一種遺傳病，其會導致下肢無力與痲痹，複雜病症甚至會有痙攣、失智、神經原性肌萎縮等。
此遺傳病的盛行率佔人口的10萬分之1.27。
遺傳方面，其遺傳方式為並未確定，可能為體染色體顯性遺傳、體染色體隱性遺傳或是X染色體性聯隱性遺傳。